# Gnophos burmesteri
Gnophos burmesteri är en fjärilsart som beskrevs av Ludwig Carl Friedrich Graeser 1888. Gnophos burmesteri ingår i släktet Gnophos och familjen mätare. Inga underarter finns listade i Catalogue of Life.